# Pseudonicsara apicata
Pseudonicsara apicata är en insektsart som beskrevs av Sigfrid Ingrisch 2009. Pseudonicsara apicata ingår i släktet Pseudonicsara och familjen vårtbitare. Inga underarter finns listade i Catalogue of Life.